# ناحیه تسخینوالی
ناحیه تسخینوالی (به لاتین: Tskhinvali District) یک منطقهٔ مسکونی در اوستیای جنوبی است که در اوستیای جنوبی واقع شده‌است. ناحیه تسخینوالی ۶۹۵ کیلومتر مربع مساحت و ۱۸٬۰۰۰ نفر جمعیت دارد.